# Station Duisburg-Wedau
Station Duisburg-Wedau is een spoorwegstation in het stadsdeel Wedau van de Duitse stad Duisburg. Het station ligt aan de spoorlijnen Mülheim-Speldorf - Niederlahnstein en Duisburg-Bissingheim - Duisburg Hauptbahnhof. 
Op 19 november 1879 werd het geopend door het Rheinischen Eisenbahn-Gesellschaft. Het station kende voorheen 2 perrons en 4 perronsporen, het meest oostelijke spoor is opgebroken en sinds de sluiting van het stationsgebouw is het westelijke eilandperron niet meer bereikbaar waardoor er nog slecht één perronspoor rest.

## Treinverbindingen
| Serie | Treinsoort                  | Route                                                                     | Bijzonderheden |
| ----- | --------------------------- | ------------------------------------------------------------------------- | -------------- |
| RB 37 | Regionalbahn (DB Regio NRW) | Duisburg Hbf – Duisburg-Wedau – Duisburg-Bissingheim – Duisburg-Entenfang | Der Wedauer    |